# Golßen
Golßen è una città di 2 489 abitanti del Brandeburgo, in Germania.

Appartiene al circondario di Dahme-Spreewald ed è capoluogo dell'Amt Unterspreewald.

## Geografia fisica
È bagnata dal fiume Dahme, affluente della Sprea.